# واخن‌هایم آن در واین‌اشتراسه
شهر واخنهایم آن در واین‌اشتارسه (به آلمانی: Wachenheim an der Weinstraße) در ایالت راینلند-فالتز در کشور آلمان واقع شده‌است.